# Pioneer P-3
Pour les articles homonymes, voir P-3.
Pioneer P-3 (également appelé Atlas-Able 4 ou Able 4B) est une sonde lunaire de la NASA. La sonde lunaire Pioneer P-3 est un orbiteur lunaire, mais la mission échoue peu de temps après son lancement. Une erreur au lancement lui fait manquer sa cible et elle ne peut se mettre en orbite lunaire.

## Contexte
La mission est une poussée agressive des États-Unis pour mettre en orbite lunaire une sonde spatiale après le succès du programme Luna de l'Union soviétique. La sonde lunaire Pioneer P-3 explose quelques instants après son lancement lorsque la coiffe en fibre de verre se brise.
Il s'agit de la première des trois sondes spatiales conçues par Space Technology Laboratories (STL) pour une ruée des États-Unis vers la Lune en 1959-1960. Deux des sondes spatiales étaient initialement prévues pour l'orbite de Vénus, en juin 1959, mais les planificateurs de la NASA redirigent les missions après le succès de la mission de la station interplanétaire automatique soviétique (Luna 3), en octobre 1959.
Les objectifs sont de placer une sonde spatiale hautement instrumentée en orbite lunaire, d'étudier l'environnement entre la Terre et la Lune et de développer une technologie permettant de contrôler et de manœuvrer un véhicule spatial depuis la Terre.
La sonde est équipée pour prendre des images de la surface lunaire avec un système semblable à celui de la télévision, estimer la masse de la Lune et la topographie des pôles, enregistrer la distribution et la vitesse des micrométéorites et étudier le rayonnement, les champs magnétiques et les ondes électromagnétiques à basse fréquence dans le milieu interplanétaire. Un système de propulsion et un moteur-fusée à injection sont le premier système de propulsion américain autonome capable de fonctionner plusieurs mois après son lancement à grande distance de la Terre et les premiers essais de manœuvres d'un satellite dans l'espace.

## Description de la sonde lunaire

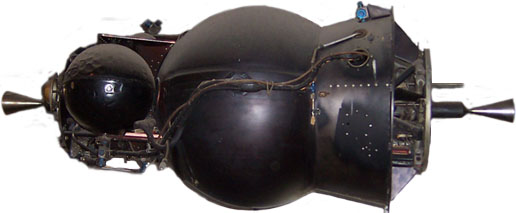
Able IV, le premier moteur spatial au monde, a été construit dans le cadre du programme Pioneer.

La sonde lunaire Pioneer P-3 est une sphère de un mètre de diamètre avec un système de propulsion monté sur la partie inférieure donnant une longueur totale de 1,4 mètre. La masse de la structure et de l'enveloppe en alliage d'aluminium est de 25,3 kg et les propulseurs de 88,4 kg. Quatre panneaux solaires, chacun de 60 x 60 cm, contenant 2 200 cellules photovoltaïques réparties dans 22 nodules de 100 cellules, sont de chaque côté de la sphère dans une configuration à « roue à aubes » d'une portée totale de 2,7 mètres. Les panneaux solaires chargent des piles chimiques. À l'intérieur de la sphère, un réservoir d'hydrazine constitue la majeure partie du volume. La sphère est surmontée de deux réservoirs d'azote plus petits et au bas de la sphère se trouve un moteur vernier de 90 N pour les corrections de trajectoire vers la Lune et pour les manœuvres de mise en orbite lunaire de la sonde à quatre reprises.
Autour de l'hémisphère supérieur du réservoir d'hydrazine se trouve une plate-forme en forme d'anneau qui contient deux piles, deux émetteurs UHF de 1,5 W et des diplexeurs de 5 W, des modules pour les instruments scientifiques, deux récepteurs de commande, des décodeurs, un amplificateur, trois convertisseurs, un boîtier de commande. Deux antennes ultra haute fréquence (UHF - Ultra High Frequency) dépassent du haut de la sphère de chaque côté de la tuyère du moteur-fusée. Deux antennes UHF et une longue antenne à très basse fréquence (VLF - Very Low Frequency) dépassent du bas de la sphère. Les émetteurs fonctionnent sur une fréquence de 378 mégacycles.
Le contrôle thermique est réalisé par un grand nombre de petites « pales d'hélice » à la surface de la sphère. Les pales elles-mêmes sont faites de matériau réfléchissant et se composent de quatre pales affleurant la surface recouvrant un motif noir absorbant la chaleur peint sur la sphère. Une bobine thermosensible est fixée aux pales de manière que les basses températures à l'intérieur du satellite provoquent la contraction et la rotation des pales et exposent la surface absorbante, tandis que les températures élevées font en sorte que les pales recouvrent les motifs noirs. Des dissipateurs de chaleur sont également montés à la surface de la sphère pour dissiper la chaleur de l'intérieur.

## Description des instruments
Les instruments scientifiques consistent en une chambre d'ionisation et un tube Geiger-Müeller pour mesurer le flux de rayonnement total, un télescope compteur de rayonnement proportionnel pour mesurer le rayonnement à haute énergie, un détecteur à scintillation pour surveiller le rayonnement à basse énergie, un récepteur à très basse fréquence (VLF) pour les ondes radio, un transpondeur pour étudier la densité d'électrons, et un système de télévision et des magnétomètres à saturation installés sur la plate-forme des instruments. La caméra de télévision pointe à travers un petit trou dans la sphère entre deux des panneaux solaires. Le détecteur de micrométéorites est également installé sur la sphère. La masse totale de l'ensemble scientifique, comprenant l'électronique et l'alimentation, est de 55 kg.

## Déroulement de la mission
La sonde spatiale est lancée par le lanceur Atlas-Able # 1, un missile balistique intercontinental (ICBM - Inter Continental Balistic Missile) Air Force-Convair Atlas couplé aux étages supérieurs Thor-Able, dont un troisième étage avec le moteur-fusée Altair X-248, depuis l'aire de lancement LC-12 de la base de lancement de Cap Canaveral. La coiffe en fibre de verre de la charge utile se rompt 45 secondes après le lancement, soumettant la charge utile et le troisième étage du lanceur à des charges aérodynamiques critiques. Après 104 secondes, les communications avec le troisième étage sont perdues et la charge utile est détruite, suivi du troisième étage. La télémétrie indique que les premier et deuxième étages continuent comme programmés.
Il s'agit du premier de trois véhicules spatiaux conçus par Space Technology Laboratories pour un vol lunaire en 1959-1960. Deux d'entre eux avaient initialement été mis sur l'orbite de Vénus (en juin 1959), mais les planificateurs de mission redirigent leurs missions après le succès en octobre 1959 de la mission Luna 3 (Station interplanétaire automatique soviétique). Toutes les expériences scientifiques et l'instrumentation interne sont alimentées par des accumulateurs nickel-cadmium chargées de 1 100 cellules photovoltaïques sur quatre pales, ce qui donne au véhicule l'apparence de Explorer 6 récemment lancé. Le système d'imagerie, identique à celui utilisé sur Explorer 6, comprend un minuscule appareil de numérisation de 1,13 kilogramme développé par STL qui doit « être utilisé pour tenter d'obtenir un contour grossier de la surface de la Lune si la sonde atteint l'orbite lunaire ». Chaque sonde porte également un réservoir d'hydrazine avec deux chambres de poussée (chacune de 9 kgf), dont une pour l'insertion en orbite lunaire à une distance de 8 000 kilomètres de la Lune. Les paramètres orbitaux lunaires idéaux sont de 4 800 x 6 400 km. La mission inaugure également la première utilisation du lanceur Atlas avec un étage supérieur, permettant un poids accru de la charge utile. Lors de ce premier lancement, qui a lieu le jour de la Thanksgiving 1959, la coiffe commence à se détacher à peine 45 secondes après le décollage. Les forces aérodynamiques provoquent ensuite la rupture et l'explosion du troisième étage et de la charge utile. Le sol perd le contact avec le lanceur à T+ 104 secondes.

## Résultats de la mission
L'enquête montre que la coiffe en fibre de verre de 3 mètres se détache 45 secondes après le lancement, car aucune mesure n'est prise pour compenser les différences de pression, le lanceur ayant rapidement pris de l'altitude après le décollage.